# Leicester City Football Club 2013-2014
Questa pagina raccoglie i dati riguardanti il Leicester City Football Club nelle competizioni ufficiali della stagione 2013-2014.

## Stagione
La stagione ha visto il club vincere il loro settimo titolo di Football League Championship, eguagliando il record di titoli vinti del Manchester City. La squadra dal giorno di Santo Stefano (Boxing Day) è stata capolista solitaria e comodamente ha guadagnato la promozione con sei turni di anticipo, prima di vincere il titolo con due turni di anticipo. La stagione terminò con 102 punti conquistati frutto di 31 partite vinte, 9 pareggi e 6 sconfitte, con 83 gol fatti e 43 subiti (differenza reti +40).
Durante la stagione il Leicester City ha battuto diversi record di club, tra cui il maggior numero di punti fatti in una singola stagione (102), il maggior numero di vittorie in campionato in una stagione (31), il maggior numero di vittorie in casa in una singola stagione (17), il record di vittorie consecutive (9), il maggior numero di vittorie fuori casa consecutive (5), la più lunga imbattibilità fuori casa in campionato (13) e le partite consecutive andando in rete (31). Questi ultimi due record sono continuati nella stagione successiva in Premier League 2014-2015.

## Maglie e sponsor
Il completo casalingo del Leicester City per la stagione 2013-14 è stato presentato il 6 luglio 2013. Per il secondo anno è stato prodotto con il marchio PUMA. Il kit include una maglietta blu, dei pantaloncini bianchi e i calzettoni blu con rifiniture in oro metallico. Sulla maglia la sponsorizzazione è l'azienda King Power di cui è proprietario il presidente del club Vichai Srivaddhanaprabha.

## Organigramma societario
Area direttiva
- Presidente: Vichai Srivaddhanaprabha

Area tecnica
- Allenatore: Nigel Pearson
- Allenatore in seconda: Craig Shakespeare
- Collaboratore tecnico: Steve Walsh
- Preparatore dei portieri: Mike Stowell

## Rosa
| N. |                        | Ruolo | Calciatore            |
| -- | ---------------------- | ----- | --------------------- |
| 1  | Danimarca (bandiera)   | P     | Kasper Schmeichel     |
| 2  | Belgio (bandiera)      | D     | Ritchie De Laet       |
| 3  | Inghilterra (bandiera) | D     | Paul Konchesky        |
| 4  | Inghilterra (bandiera) | C     | Danny Drinkwater      |
| 5  | Giamaica (bandiera)    | D     | Wes Morgan (capitano) |
| 6  | Stati Uniti (bandiera) | D     | Zak Whitbread         |
| 7  | Inghilterra (bandiera) | C     | Dean Hammond          |
| 8  | Inghilterra (bandiera) | C     | Matty James           |
| 9  | Inghilterra (bandiera) | A     | Jamie Vardy           |
| 10 | Galles (bandiera)      | C     | Andy King             |
| 11 | Inghilterra (bandiera) | C     | Lloyd Dyer            |
| 12 | Inghilterra (bandiera) | C     | Marc Albrighton       |

| N. |                          | Ruolo | Calciatore           |
| -- | ------------------------ | ----- | -------------------- |
| 15 | Ghana (bandiera)         | A     | Jeff Schlupp         |
| 17 | Scozia (bandiera)        | A     | Paul Gallagher       |
| 18 | Inghilterra (bandiera)   | D     | Liam Moore           |
| 22 | Inghilterra (bandiera)   | A     | Gary Taylor-Fletcher |
| 23 | Spagna (bandiera)        | D     | Ignasi Miquel        |
| 24 | Francia (bandiera)       | A     | Anthony Knockaert    |
| 25 | Irlanda (bandiera)       | P     | Conrad Logan         |
| 26 | Algeria (bandiera)       | C     | Riyad Mahrez         |
| 27 | Polonia (bandiera)       | D     | Marcin Wasilewski    |
| 31 | Inghilterra (bandiera)   | P     | Adam Smith           |
| 35 | Inghilterra (bandiera)   | A     | David Nugent         |
| 39 | Nuova Zelanda (bandiera) | A     | Chris Wood           |

## Calciomercato

### Sessione estiva
| Acquisti | Acquisti             | Acquisti    | Acquisti   |
| R.       | Nome                 | da          | Modalità   |
| -------- | -------------------- | ----------- | ---------- |
| D        | Zoumana Bakayogo     |             | svincolato |
| D        | Ignasi Miquel        | Arsenal     | prestito   |
| D        | Marcin Wasilewski    | -           | svincolato |
| C        | Dean Hammond         | Southampton | ?          |
| C        | Gary Taylor-Fletcher | -           | svincolato |
| C        | Ryan Watson          | -           | svincolato |

| Cessioni | Cessioni          | Cessioni     | Cessioni |
| R.       | Nome              | a            | Modalità |
| -------- | ----------------- | ------------ | -------- |
| C        | Neil Danns        | Bolton       | prestito |
| C        | Joey Jones        | Yeovil Town  | gratuito |
| C        | Ben Marshall      | Blackburn    | ?        |
| A        | Jermaine Beckford | Bolton       | ?        |
| A        | Paul Gallagher    | Preston N.E. | prestito |
| A        | Márkó Futács      |              | prestito |

### Sessione invernale
| Acquisti | Acquisti       | Acquisti        | Acquisti   |
| R.       | Nome           | da              | Modalità   |
| -------- | -------------- | --------------- | ---------- |
| P        | Luke Simpson   | Oldham Athletic | prestito   |
| A        | Riyad Mahrez   | Le Havre        | ?          |
| A        | Kevin Phillips | -               | svincolato |

| Cessioni | Cessioni       | Cessioni       | Cessioni |
| R.       | Nome           | a              | Modalità |
| -------- | -------------- | -------------- | -------- |
| D        | James Pearson  | Carlisle Utd   | prestito |
| D        | Alie Sesay     | Colchester Utd | prestito |
| A        | Martyn Waghorn | Wigan          | ?        |